# Philipp von Bismarck

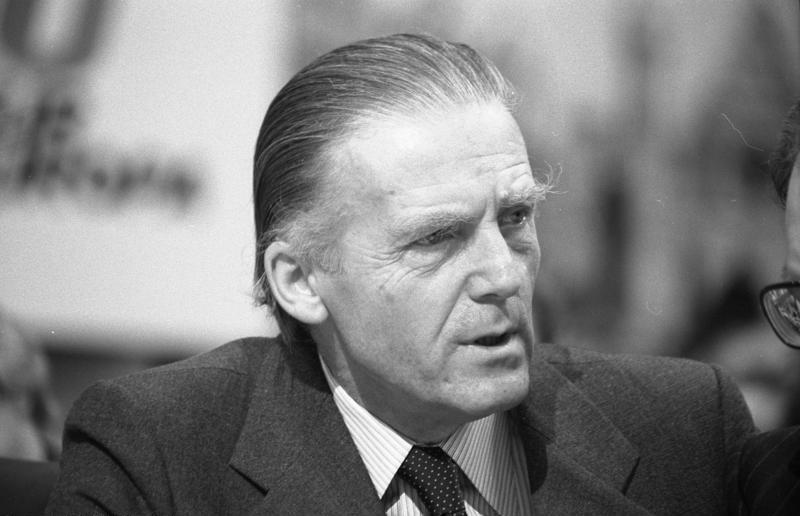
Philipp von Bismarck auf dem CDU-Bundesparteitag 1978

Philipp von Bismarck (* 19. August 1913 in Jarchlin, Landkreis Naugard; † 20. Juli 2006 in Obernholz, Landkreis Gifhorn) war ein deutscher Land- und Forstwirt, Generalstabsoffizier der Wehrmacht, Widerstandskämpfer gegen den Nationalsozialismus und Politiker (CDU). Von 1969 bis 1979 war er Mitglied des Bundestages. Zudem gehörte er von 1978 bis 1989 dem Europäischen Parlament an.

## Familie
Philipp von Bismarck, geboren in Pommern, war der zweite Sohn von Gottfried von Bismarck (1881–1928), Herr auf Jarchlin und Kniephof, Kreis Naugard und dessen Ehefrau Gertrud von Bismarck, geborene Koehn. Sein Bruder war Klaus von Bismarck (1912–1997), Intendant des WDR und Präsident des Goethe-Instituts München.
Nach dem frühen Tod des Vaters wurde er 1939 von seinem Großonkel Bernhard von Bismarck und dessen Ehefrau Käthe von Bismarck, geborene von Arnim, adoptiert.
Philipp von Bismarck war als stellvertretender Schriftführer des Bismarckschen Familienverbandes tätig.
Im Jahr 1939 heiratete er Ebba Wendelstadt. Er hatte sechs Kinder.

## Ausbildung und Beruf
Philipp von Bismarck war zunächst Landwirt auf Gut Külz. 1935 trat er als Leutnant und später Bataillonsadjutant in das Infanterie-Regiment 9 ("Graf 9") der 23. Infanterie-Division in Potsdam ein. Er gehörte als Generalstabsoffizier der Widerstandsgruppe um Generalmajor Henning von Tresckow an. 1945 geriet er in britische Kriegsgefangenschaft.
Philipp von Bismarck studierte Rechtswissenschaft und Volkswirtschaft an der Universität Freiburg im Breisgau und wurde 1950 bei Walter Eucken in Freiburg zum Dr. rer. pol. promoviert. Er war ab 1960 Vorstandsmitglied der Kali Chemie AG (zuständig für Verkauf und Einkauf) und von 1967 bis 1971 Präsident der Industrie- und Handelskammer Hannover.

## Politik
Er wurde 1969 für die CDU über ein Direktmandat im Wahlkreis Gifhorn (bzw. Wahlkreis 40/Hannover) in Niedersachsen in den Deutschen Bundestag gewählt und war vom 20. Oktober 1969 bis zu seiner Mandatsniederlegung am 6. September 1979 (drei Wahlperioden) Mitglied des Deutschen Bundestages. 
Von Bismarck wurde 1978 vom Bundestag in das Europäische Parlament gewählt und bei den Europawahlen 1979 sowie 1984 direkt durch die Bürger als Europaabgeordneter bestätigt. Von 1982 bis 1984 gehörte er dem Vorstand der christdemokratischen EVP-Fraktion an. Von 1984 bis 1987 war er stellvertretender Vorsitzender in Ausschuss für Wirtschaft, Währung und Industriepolitik, dem er zuvor und danach als einfaches Mitglied angehörte.
Von 1970 bis 1983 war er Vorsitzender des Wirtschaftsrates der CDU, dessen Ehrenvorsitzender er anschließend wurde.

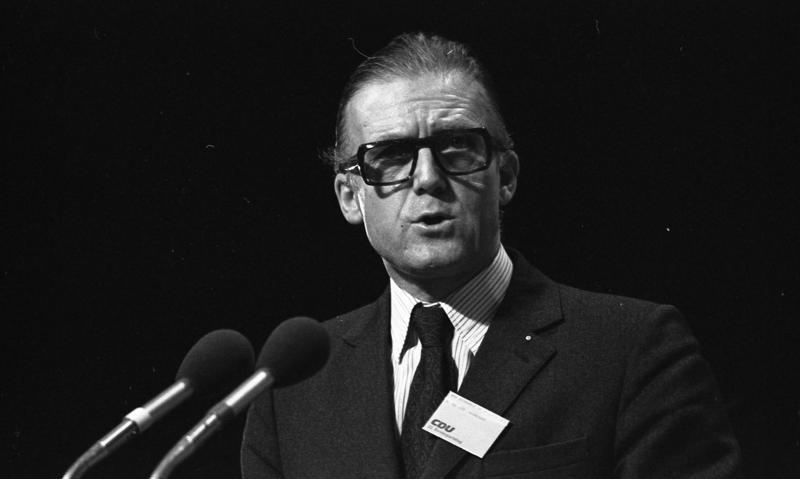
CDU-Parteitag in Hamburg 1973

Philipp von Bismarck engagierte er sich ab 1948 in der Pommerschen Landsmannschaft. 1963 wurde er der erste Vorsitzende des Heimatkreisausschusses Naugard, später war er dessen Ehrenvorsitzender. 1970 wurde er Sprecher der Pommerschen Landsmannschaft sowie Mitglied im Lenkungsausschuss des deutsch-polnischen Forums zur Aussöhnung der beiden Nachbarvölker.
Er war evangelisch, gehörte der Evangelischen Michaelsbruderschaft an und lebte in Schweimke.

## Auszeichnungen und Leistungsabzeichen
- Großes Verdienstkreuz des Niedersächsischen Verdienstordens (1975)
- Großes Bundesverdienstkreuz (1973) mit Stern (1983) und Schulterband der Bundesrepublik Deutschland (verliehen am 24. April 1991)
- Ludwig-Erhard-Gedenkmünze des Wirtschaftsrates der CDU
- Freiherr-vom-Stein-Medaille in Gold der Stiftung Freiherr vom Stein in Hamburg (1984)
- Ritterkreuz der französischen Ehrenlegion (1989)
- Deutsches Sportabzeichen in Gold

## Schriften
- Soziale Marktwirtschaft. Das Geschenk der Stunde Null. Herder, 1992, ISBN 3-451-22942-0.